# Sven Lide
Sven Alfred Lide, född 16 februari 1891 i Norrtälje, död 23 oktober 1969 i Uppsala domkyrkoförsamling, var en svensk skolman och kommunalpolitiker (socialdemokrat).
Lide blev filosofie kandidat vid Uppsala universitet 1912, filosofie magister 1914, filosofie licentiat 1918 och filosofie doktor 1922 på avhandlingen Das Lautsystem der niederdeutschen Kanzleisprache Hamburgs im 14. Jahrhundert. Han var lärare vid Hamburgs universitet 1920–1921, vid högre allmänna läroverket i Uppsala från 1921, blev adjunkt 1927 och var lektor där 1939–1959. Han var tillika rektor för Uppsala högre elementarläroverk och gymnasium för flickor 1940–1959. 
Lide tillhörde Uppsala stadsfullmäktige 1927–1958 (ordförande 1943–1954), var ordförande i folkskolestyrelsen 1939–1955, ordförande i styrelsen för kommunala flickskolan 1943–1957 och ledamot av direktionen för Ulleråkers sjukhus 1938–1954. Han var ledamot av kommittén angående begynnelsespråk i realskolan 1937 och tillkallades som expert i 1940 års skolutredning. Han var hedersledamot av Uplands nation. Han utgav läroböcker i tyska och omarbetade Hjalmar Hjorths Tysk grammatik.